# ТБ-4
АНТ-16 (також відомий як ТБ-4, з рос. «Тяжелый Бомбардировщик» — «важкий бомбардувальник») — експериментальний важкий бомбардувальник, розроблений і випробуваний у Радянському Союзі на початку 1930-х років.

## Історія
Концептуально представляючи еволюцію бомбардувальника ТБ-3, АНТ-16 був розроблений відповідно до доктрини, що розмір і корисне навантаження важливіші для бомбардувальника, ніж швидкість, оскільки він зможе захистити себе за допомогою оборонного озброєння. Подвійні бомбові відсіки розміром 5×1,8×1,8 метра були найбільшими у світі на той час і створювали багато проєктних проблем для збереження структурної жорсткості планера. 
Перший політ єдиного дослідного зразка відбувся 3 липня 1933 року під керуванням Михайла Громова. Програма випробувального польоту була завершена 29 вересня 1933 року з невтішними результатами. Два двигуни, встановлені зверху, працювали погано, значна частина тяги, створюваної двигунами, встановленими на крилах, які поглиналася двометровим (6 футів 7 дюймів) крилом. Пропозиція щодо переоснащення літака двигунами Мікулін АМ-35 потужністю 933 кВт (1250 к.с.) не була реалізована.  Другий прототип будувався, але так і не був закінчений (будівництво було припинено 2 липня 1933 року); деякі його частини були використані в АНТ-20.

## Тактико-технічні характеристики
- Екіпаж: 12 осіб
- Довжина: 32 м
- Розмах крил: 54 м
- Зріст: 17,3 м
- Площа крила: 422 м2
- Вага порожнього: 21 400 кг
- Повна вага: 33 280 кг
- Місткість палива: 4950 кг
- Силова установка: 6 поршневих двигунів рідинного охолодження Мікулін АМ-34 В-12 по 560 кВт (750 к.с.) кожен.
- Пропелери: 2-лопатеві пропелери з фіксованим кроком
- Максимальна швидкість: 200 км/год на рівні моря, 188 км/год на 5000 м
- Крейсерська швидкість: 159 км/год
- Посадкова швидкість: 105 км/год
- Дальність: 1000 км
- Бойова дальність: 940 км з бомбовим навантаженням 8000 кг; 2000 км з навантаженням 2000 кг
- Максимальна експлуатаційна стеля: 2750 м
- Час досягнення висоти: 1000 м за 12 хвилин 24 секунди, 2000 м за 34 хвилини

- Навантаження на крило: 79 кг/м2
- Потужність/маса : 0,101 кВт/кг
- Розбіг при зльоті: 800 м за 36 секунд
- Розбіг при посадці: 400 м

озброєння
- Гармати: 4x20 мм гармати, 10x2 7,62 мм кулемети ДА
- Бомби: до 4000 кг бомб